# Cabo Vilán

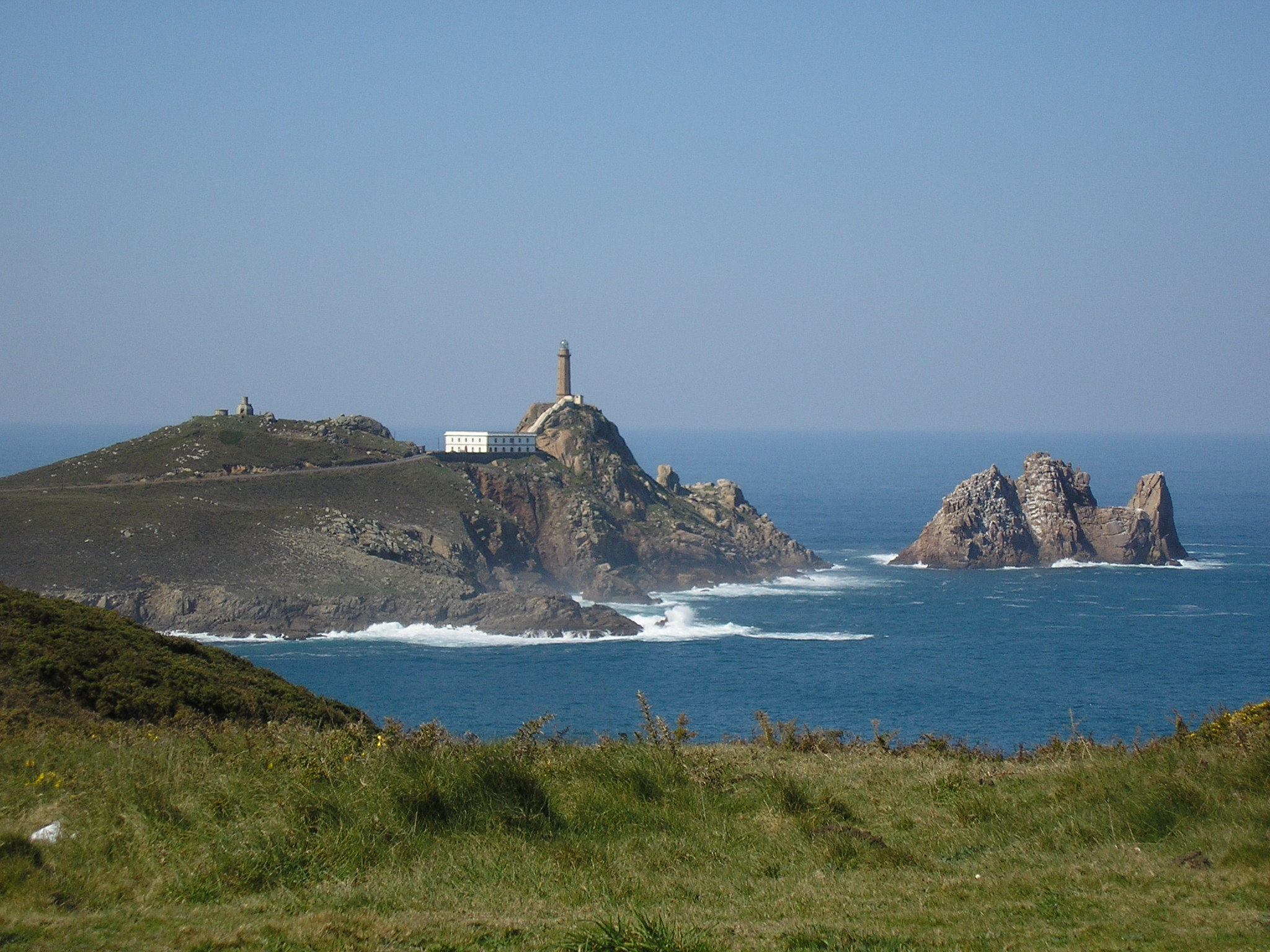
Kap Vilán mit Leuchtturm von Osten gesehen

Das Kap Vilán (gal. Cabo Vilán) ist ein Kap an der Costa da Morte in der Provinz A Coruña von Spanien. Es befindet sich an der Spitze einer kleinen Halbinsel aus Granitgestein ca. 30 km nördlich des bekannten Kap Finisterre.
Auf dem 104 m hoch gelegenen Plateau steht einer der ältesten Leuchttürme Spaniens. Die Tragweite des 24 m hohen Turmes beträgt bis zu 30 Seemeilen (55 km). Im Betriebsgebäude befindet sich ein kleines Museum mit Ausstellungsstücken aus der Geschichte des Leuchtturmes; u. a. die Fresnel-Linse mit der elektrischen Bogenlampe sowie ein Peilsender von Marconi vom Ende der 1920er Jahre. 

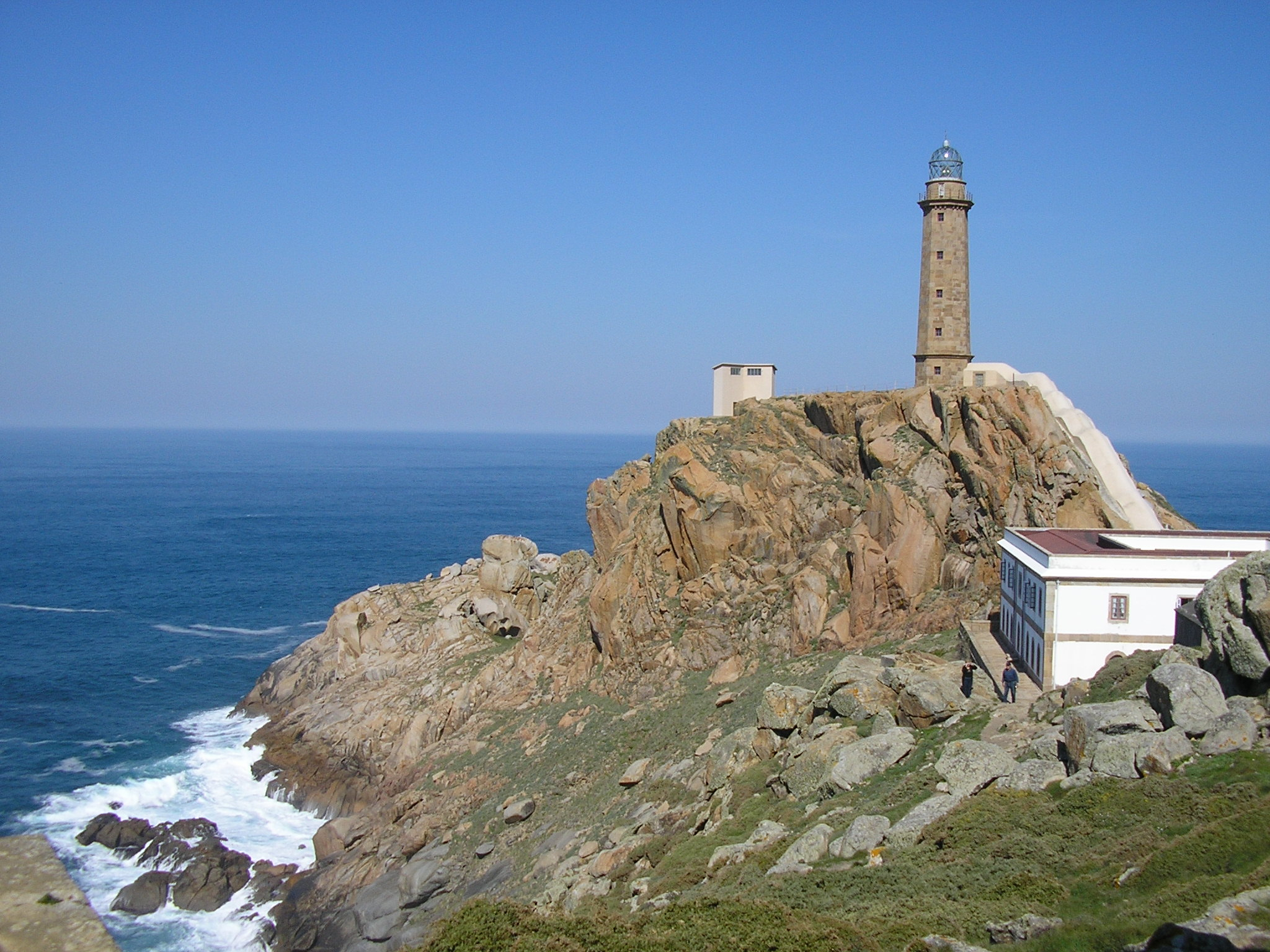
Leuchtturm Vilán
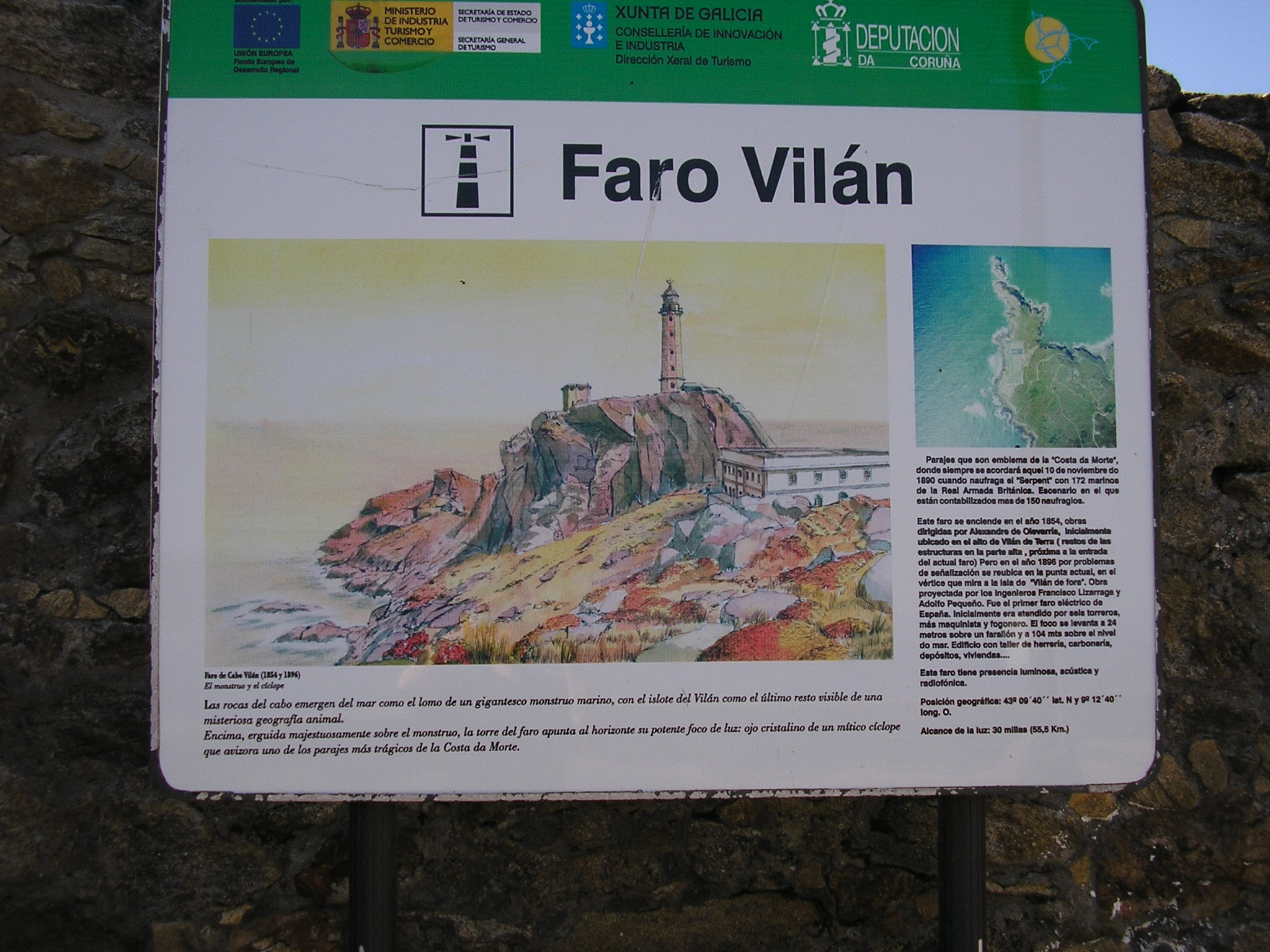
Infotafel am Leuchtturm
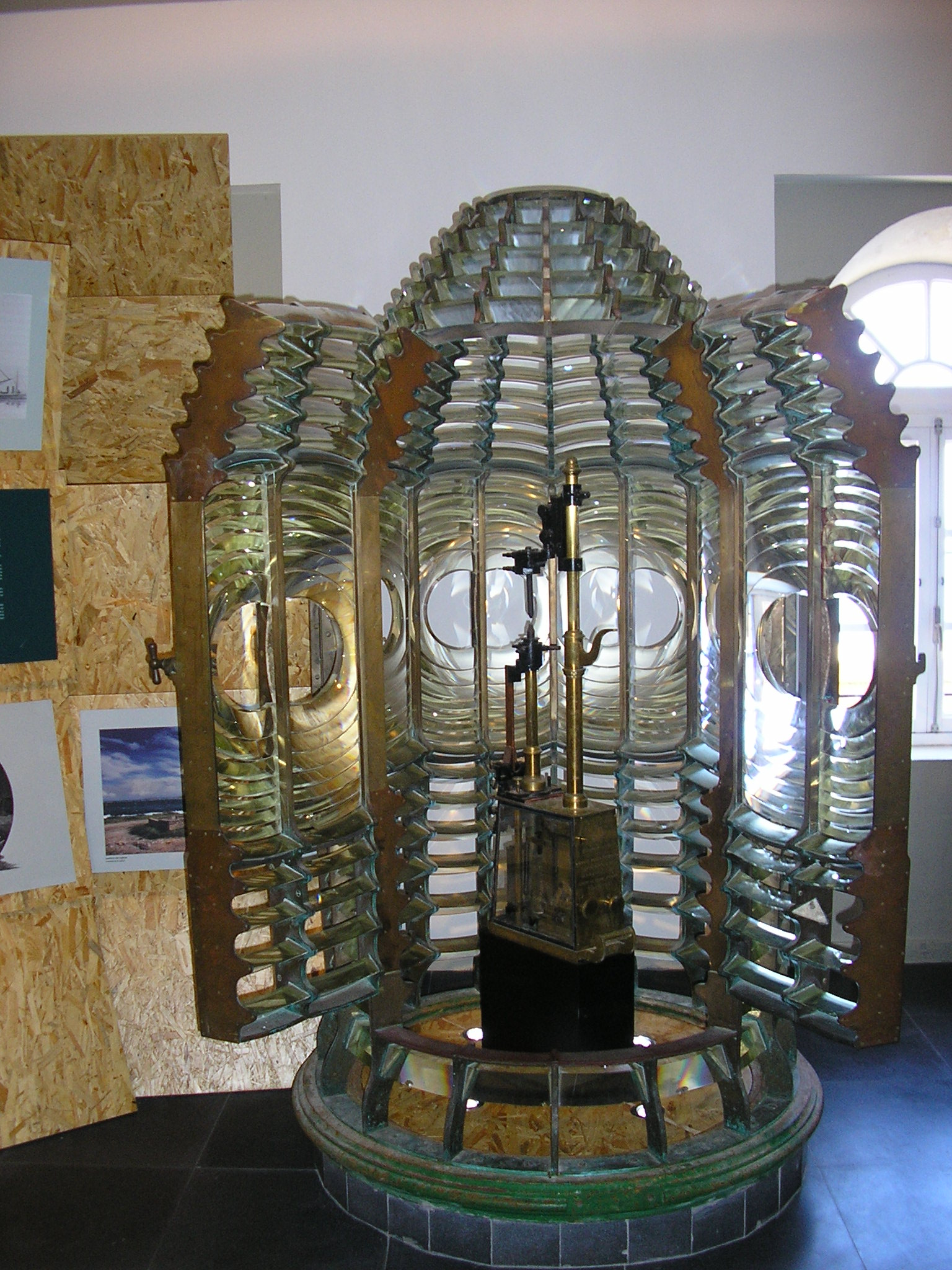
Fresnelsche Stufenlinse in der Ausstellung